# ネクストスター (競馬の競走名)
ネクストスターは、日本の地方競馬を主催する団体が各競馬場で施行する競馬の競走である。

## 概要
日本中央競馬会・地方競馬全国協会の全日本的なダート競走の体系整備の一環として、2023年以降にデビューする2歳馬（2021年以降の生産馬）を対象とする「重賞級認定競走」として整備される競走である。
2022年6月に発表された、3歳ダート三冠競走を中心とした2・3歳馬競走の体系整備の一環として、2024年に「兵庫チャンピオンシップ」（5月・園田競馬場で開催）を3歳馬の短距離路線の最高峰として位置付け、そこへ向けて各主催者・各ブロックごとに、短距離部門の体型整理を図るために、2歳秋シーズンと3歳春シーズンの2期に分けて、高額賞金を懸けた重賞級の認定競走を実施することになった。2歳秋シーズンは未来優駿シリーズ、3歳春シーズンは2024年創設の3歳スプリントシリーズの、全て指定競走にもなっている。
なお出走馬はダート適正馬の地方競馬への早期入厩を促すため、原則として地方競馬デビュー、かつ施行競馬場の所属する地区（3歳春シーズンは各ブロック所属馬）に限定される。また、3歳春シーズン「3歳スプリントシリーズ」の4競走で優勝した馬には兵庫チャンピオンシップの優先出走権を与え、ネクストスター3歳春シーズンの対象4レースと兵庫チャンピオンシップを両方制した場合、NARから馬主に対する報奨金（ボーナス）を、競馬活性化事業の一環として贈呈する。

## 対象競走
| タイトル                               | 出走年齢      | 負担重量      | 施行時期 （2歳秋：2025年（予定） 3歳春：2026年（予定）） | 開催競馬場    | 距離                  | 1着賞金       | 条件                             |
| 2歳秋シーズン                          | 2歳秋シーズン | 2歳秋シーズン | 2歳秋シーズン                                            | 2歳秋シーズン | 2歳秋シーズン         | 2歳秋シーズン | 2歳秋シーズン                    |
| -------------------------------------- | ------------- | ------------- | -------------------------------------------------------- | ------------- | --------------------- | ------------- | -------------------------------- |
| ネクストスター門別                     | 2歳           | 定量戦        | 10月上旬                                                 | 門別競馬場    | ダート1200m           | 1000万円      | 地元所属馬限定                   |
| ネクストスター盛岡                     | 2歳           | 定量戦        | 10月中旬                                                 | 盛岡競馬場    | ダート1400m           | 1000万円      | 地元所属馬限定                   |
| ネクストスター金沢                     | 2歳           | 定量戦        | 10月下旬                                                 | 金沢競馬場    | ダート1400m           | 1000万円      | 地元所属馬限定                   |
| ネクストスター笠松                     | 2歳           | 定量戦        | 10月下旬                                                 | 笠松競馬場    | ダート1400m           | 1000万円      | 地元所属馬限定                   |
| ネクストスター名古屋                   | 2歳           | 定量戦        | 10月下旬                                                 | 名古屋競馬場  | ダート1500m           | 1000万円      | 地元所属馬限定                   |
| ネクストスター園田                     | 2歳           | 定量戦        | 10月下旬                                                 | 園田競馬場    | ダート1400m           | 1000万円      | 地元所属馬限定                   |
| ネクストスター高知                     | 2歳           | 定量戦        | 10月下旬                                                 | 高知競馬場    | ダート1400m           | 1000万円      | 地元所属馬限定                   |
| ネクストスター佐賀                     | 2歳           | 定量戦        | 10月中旬                                                 | 佐賀競馬場    | ダート1400m           | 1000万円      | 地元所属馬限定                   |
| 3歳春シーズン（3歳スプリントシリーズ） |               |               |                                                          |               |                       |               |                                  |
| ネクストスター北日本                   | 3歳           | 定量戦        | 4月上旬                                                  | 門別競馬場    | ダート1200m（2026年） | 1200万円      | ブロック限定（北海道・岩手）     |
| ネクストスター東日本                   | 3歳           | 定量戦        | 3月下旬                                                  | 船橋競馬場    | ダート1500m（2026年） | 1500万円      | 全国地方競馬交流                 |
| ネクストスター中日本                   | 3歳           | 定量戦        | 4月上旬                                                  | 金沢競馬場    | ダート1400m（2026年） | 1200万円      | ブロック限定（東海・北陸）       |
| ネクストスター西日本                   | 3歳           | 定量戦        | 3月下旬                                                  | 高知競馬場    | ダート1400m（2026年） | 1200万円      | ブロック限定（兵庫・高知・佐賀） |

歴代の距離（全てダート）
- ネクストスター北日本
  - 門別競馬場 - 2024年・2026年（予定） 1200m
  - 水沢競馬場 - 2025年 1400m
- ネクストスター東日本
  - 川崎競馬場 - 2024年・2025年 1400m
  - 船橋競馬場 - 2026年（予定）1500m
- ネクストスター中日本
  - 名古屋競馬場 - 2024年 1500m
  - 笠松競馬場 - 2025年 1400m
  - 金沢競馬場 - 2026年（予定）1400m
- ネクストスター西日本（距離はいずれも1400m）
  - 園田競馬場 - 2024年
  - 佐賀競馬場 - 2025年
  - 高知競馬場 - 2026年（予定）